# Bohdan Palice
Bohdan Palice, křtěný Theodor Ignác Josef (9. listopadu 1868 Lužec nad Vltavou – 15. března 1916 Astrachaň), byl český a později i ruský klavírní virtuos, violoncellista, hudební skladatel, dirigent a hudební pedagog.

## Život
Narodil se v obci Lužec nad Vltavou v rodině správce školy Antonína Palice a jeho ženy Anny roz. Tomanové. Od mládí byl hudebně nadaný a u svého otce se učil hrát na housle a klavír. Po absolvování obecné školy pokračoval ve studiu na gymnáziu v Roudnici nad Labem a rovněž se učil hře na violoncello. V dalším studiu pokračoval v Praze, kde byl žákem Z. Fibicha. Později působil jako violloncelista a kapelník u dragounského pluku v Lublinu a jako kapelník kočovné operní společnosti procestoval tehdejší Ruské Polsko a západní gubernie Ruska. Sedm let vyučoval na gymnáziu v polských Siedlcích a poté přechodně působil v Rostově. Během svého pobytu v Rusku studoval u ruských hudebních mistrů a sám mistrně koncertoval na klavír systému Jankó. Rovněž i koncertoval na violoncello a byl významným dirigentem. Od roku 1900 byl profesorem hry na klavír v Astrachani, kde i roku 1916 zemřel.
Prof. Bohdan Palice byl autorem klavírních a komorních skladeb, písní, sborů a v neposlední řadě i propagátorem české hudby, zejména Antonína Dvořáka v Rusku. Přeložil libreto Prodané nevěsty do ruštiny. V roce 1911 napsal mimo jiné i dvě skladby pro piano s názvem „Tanec Gruzínek“ a „Kavkazská suita“.